# اس‌اس ارونسی (۱۹۲۵)
اس‌اس ارونسی (۱۹۲۵) (به انگلیسی: SS Oronsay (1925)) یک زیردریایی بود که طول آن ۶۵۹ فوت (۲۰۱ متر) بود. این زیردریایی در سال ۱۹۲۴ ساخته شد.